# Glykogenfosforylas
Glykogenfosforylas är ett enzym som bryter ner alfa-1-4-bindingen i glykogen när cellers energibehov ökar. Detta frigör glukos-1-fosfat som kan gå in i glykolysen. 
Egentlig reaktionsformel:
(α-1,4 glykogenkedja)n + Pi ↔ (α-1,4 glykogenkedja)n-1 + D-glukos-1-fosfat.